# Gypsophila spinosa
Gypsophila spinosa är en nejlikväxtart som beskrevs av D.Q. Lu. Gypsophila spinosa ingår i släktet slöjor, och familjen nejlikväxter. Inga underarter finns listade i Catalogue of Life.